# Modern Toilet Restaurant
Modern Toilet Restaurant (kinesisk: 便所主題餐廳) er en restaurantkæde med badeværelsestema med basis i Taiwan og restauranter i denne nation samt andre lande i Asien.
Alt i restauranten er baseret på elementer fra et badeværelse. Væggene har fliser og er pyntet med brusehoveder, og svuppere hænger i loftet sammen med de fæces-formede lamper. Stole, borde, serveringsskåle osv. er ligeledes baseret på temaet. Den ene ejer, Wang Tzi-Wei, åbnede Modern Toilet efter at have haft succes med isboder, der solgte slynget is i minitoiletter. Det er ikke usædvanligt for Taiwan at møde usædvanlige temaer i restauranter. Der findes således også restauranter, hvor man kan spise i lokaler udformet som hospitaler eller fængsler.

## Historie
Den tidligere bankmand Dao Ming Zi oprettede den første restaurant i kæden i 2004 og har udtalt, at han blev inspireret til badeværelsestemaet af en robotfigur i den japanske tegneserie Dr. Slump, som elskede at "lege med lort og slynge det rundt med en pind". Med denne tegneserieinspiration etablerede han en succesrig isboder, hvorfra der blev solgt slynget chokoladeis serveret i bidet-formet papir. Boden lå i Kaohsiung i Taiwan, hvorfra forretningen har udvidet sig til en kæde med et bredere sortiment med restauranter i Taiwan, Hong Kong og Shanghai med planer om udvidelse til Macao og Kuala Lumpur i Malaysia.

## Konceptet
I restauranterne spiser kunderne siddende på toiletter af akryl udsmykket med "roser, muslingeskaller og renæssancebilleder". Bordene, hvorpå måltiderne serveres, er badeværelsesvaske dækket med glasplader. Maden serveres i blandt andet miniaturetoiletter og -badekar og drikkevarer i miniatureurinaler, som kunderne kan tage med hjem som souvenirer. Desserter serveres i en skål, der ligner et bidet.